# GVV Be Quick in het seizoen 1955/56
Het seizoen 1955/1956 was het tweede jaar in het bestaan van de Groninger betaaldvoetbalclub Be Quick. De club kwam uit in de Eerste klasse B en eindigde daarin op de achtste plaats, dit betekende dat de club in het nieuwe seizoen uitkwam in de Tweede divisie.

## Wedstrijdstatistieken

### Eerste klasse B
|       | Baronie | Blauw-Wit | 't Gooi | Haarlem | Helmond | Heracles | Hermes DVS | Leeuwarden | LONGA | ONA   | Rheden | Wageningen | Zwolsche Boys |
| ----- | ------- | --------- | ------- | ------- | ------- | -------- | ---------- | ---------- | ----- | ----- | ------ | ---------- | ------------- |
| Thuis | 2 – 0   | 2 – 3     | 2 – 0   | 0 – 1   | 0 – 1   | 4 – 0    | 2 – 5      | 1 – 0      | 2 – 1 | 3 – 0 | 3 – 0  | 3 – 2      | 4 – 1         |
| Uit   | 0 – 2   | 3 – 2     | 0 – 1   | 1 – 0   | 1 – 1   | 3 – 2    | 2 – 1      | 2 – 1      | 4 – 1 | 6 – 1 | 3 – 5  | 2 – 0      | 1 – 2         |

## Statistieken Be Quick 1955/1956

### Eindstand Be Quick in de Nederlandse Eerste klasse B 1955 / 1956
| Stand | Gespeeld | Gewonnen | Gelijk | Verloren | Punten | Doelpunten voor | Doelpunten tegen |
| ----- | -------- | -------- | ------ | -------- | ------ | --------------- | ---------------- |
| 8e    | 26       | 11       | 3      | 12       | 25     | 44              | 37               |

### Topscorers
| Competitie \| # \| Naam \| \| \| ---------------- \| ------------------------ \| -- \| \| 1. \| Jenne Smit \| 8 \| \| 2. \| Gerrit Akkermans \| 7 \| \| 3. \| Joep Brandes \| 6 \| \| 3. \| Jan Fabels \| 6 \| \| 5. \| Frans Damen \| 5 \| \| 6. \| Wim van Dalsum \| 3 \| \| 6. \| Klaas Lugthart \| 3 \| \| 8. \| Henk Woppenkamp \| 2 \| \| 9. \| Roel Greving \| 1 \| \| 9. \| Ids Kwast \| 1 \| \| Eigen doelpunten \| \| \| \| – \| Frans Hulshof (Heracles) \| \| \| – \| Henk Looijs (Wageningen) \| \| \| Totaal \| Totaal \| 44 \| |                          |      |
| # | Naam                     | Goal |
| 1. | Jenne Smit               | 8    |
| 2. | Gerrit Akkermans         | 7    |
| 3. | Joep Brandes             | 6    |
| 3. | Jan Fabels               | 6    |
| 5. | Frans Damen              | 5    |
| 6. | Wim van Dalsum           | 3    |
| 6. | Klaas Lugthart           | 3    |
| 8. | Henk Woppenkamp          | 2    |
| 9. | Roel Greving             | 1    |
| 9. | Ids Kwast                | 1    |
| Eigen doelpunten |                          |      |
| – | Frans Hulshof (Heracles) |      |
| – | Henk Looijs (Wageningen) |      |
| Totaal | Totaal                   | 44   |